# Jean-Noël Aletti
Pour les articles homonymes, voir Aletti.
Jean-Noël Aletti, né le 14 novembre 1942 à Groslay, est un exégète catholique contemporain, jésuite, professeur à l'Institut biblique pontifical de Rome, membre de la Commission biblique pontificale de 2002 à 2013, de l'Académie pontificale de théologie (it)  et de la Faculté jésuite de Paris (Centre Sèvres).
Il a été président de l'ACFEB de 2014 à 2018.